# Миролюбовка (Липецкая область)
Миролюбовка — деревня в Задонском районе Липецкой области России. Входит в состав Болховского сельсовета.

## Географическое положение
Деревня расположена на Среднерусской возвышенности, в южной части Липецкой области, в западной части Задонского района, к западу от реки Дон. Расстояние до районного центра (города Задонска) — 7 км. Абсолютная высота — 201 метр над уровнем моря. Ближайшие населённые пункты — деревня Апухтино, село Болховское, деревня Колодезная, деревня Вороново, деревня Барымовка. Вблизи Миролюбовки проходит автотрасса федерального значения М4 «Дон».

## Население
| 2010 |
| ---- |
| 107  |

По данным Всероссийской переписи, в 2010 году численность населения деревни составляла 107 человек (47 мужчин и 60 женщин). Количество личных подсобных хозяйств — 44.

## Улицы
Уличная сеть деревни состоит из 3 улиц.